# 紅外線空間干涉儀
紅外線空間干涉儀 (Infrared Spatial Interferometer，ISI) 是由3架65英寸 (1.65米) 的望遠鏡組成陣列的天文干涉儀，操作的範圍是中紅外線。這些望遠鏡是完全可以移動的，目前安置在加利福尼亞州的威爾遜山，彼此相距70米的距離，也使望遠鏡有相當於70米直徑的解析力。訊號經由外差電路轉換成無線電頻率，然後使用從電波天文學複製的技術進行組合。ISI由加州大學柏克萊分校的太空科學實驗室運作，在最長的70米基線上，以11微米的波長可以得到0.003角秒的解析力。在2003年7月9日，ISI記錄了中紅外線第一次的閉合相位的孔徑合成測量。

## 外部連結
- https://web.archive.org/web/20071215183003/http://isi.ssl.berkeley.edu/